# Yaşar Kemal
Yaşar Kemal, pseudônimo de Kemal Sadık Gökçeli (Distrito de Osmanie, 6 de outubro de 1923 — Istambul, 28 de fevereiro de 2015), foi um escritor turco, que foi candidato ao Prémio Nobel de Literatura por várias vezes pela obra İnce Memed (lit.  "Memed, o Franzino").

## Biografia
Kemal nasceu em 1923 na aldeia de Gökçedam do distrito de Osmanie e em 1943, com 20 anos de idade, começou a escrever obras envolvendo assuntos da contemporaneidade, como a Segunda Guerra Mundial e o folclore da Europa Oriental. Seu primeiro livro foi Ağıtlar (lit.  "Lamentos"), o qual abordou uma compilação de lendas e personagens folclóricos, em seguida, lançou várias obras de grande repercussão do modernismo em seu país e chegou a ganhar importantes prêmios e condecorações da literatura.
| “ | Eu não escrevo sobre problemas, eu não escrevo para audiência, nem sequer escrevo para mim... Eu só escrevo. | ” |
|   | — Kemal, para o The Guardian.                                                                                |   |

### Contos
- Sarı Sıcak, Istambul.: Varlık, 1952
- Bütün Hikâyeler, Istambul.: Cem, 1975

### Romances
- İnce Memed (lit.  "Memed, o Franzino"), Istambul, 1955)
- Teneke (lit.  "Lata"), Istambul.: Varlık, 1955
- Orta Direk, Istambul.: Remzi, 1960
- Yer Demir Gök Bakır, Istambul.: Güven, 1963
- Üç Anadolu Efsanesi, Istambul.: Ararat, 1967
- Ölmez Otu, Istambul.: Ant, 1968
- İnce Memed II, Istambul, 1969)
- Ağrıdağı Efsanesi (lit.  "A Lenda do Monte Ararate", Istambul.: Cem, 1970
- Binboğalar Efsanesi, Istambul.: Cem, 1971
- Çakırcalı Efe, Istambul.: Ararat, 1972.
- Akçasazın Ağaları / Demirciler Çarşısı Cinayeti, Istambul.: Cem, 1974
- Akçasazın Ağaları / Yusufcuk Yusuf, Istambul.: Cem, 1975
- Yılanı Öldürseler, Istambul.: Cem, 1976
- Al Gözüm Seyreyle Salih, Istambul.: Cem, 1976
- Filler Sultanı ile Kırmızı Sakallı Topal Karınca, Istambul.: Cem, 1977
- Allahın Askerleri, Istambul.: Milliyet, 1978
- Kuşlar da Gitti, Istambul.: Milliyet, 1978
- Deniz Küstü, Istambul.: Milliyet, 1978
- Hüyükteki Nar Ağacı, Istambul.: Toros, 1982
- Yağmurcuk Kuşu / Kimsecik I, Istambul.: Toros, 1980
- La sombra del Halcón (İnce Memed III, Istambul, 1984)
- Kale Kapısı / Kimsecik II, Istambul.: Toros, 1985
- El último combate del Halcón (İnce Memed IV, Istambul, 1987)
- Kanın Sesi / Kimsecik III, Istambul.: Toros, 1991
- Fırat Suyu Kan Akıyor Baksana, Istambul.: Adam, 1997
- Karıncanın Su İçtiği, Istambul.: Adam, 2002
- Tanyeri Horozları, Istambul.: Adam, 2002

### Outras obras
- Ağıtlar (lit.  "Lamentos"), Adana: Halkevi, 1943
- Yanan Ormanlarda 50 Gün, Istambul.: Türkiye Ormancılar Cemiyeti, 1955
- Çukurova Yana Yana, Istambul.: Yeditepe, 1955
- Peribacaları, Istambul.: Varlık, 1957
- Taş Çatlasa, Istambul.: Ataç, 1961
- Bu Diyar Baştan Başa, Istambul.: Cem, 1971
- Bir Bulut Kaynıyor, Istambul.: Cem, 1974
- Baldaki Tuz, Istambul.: Cem, 1974
- Gökyüzü Mavi Kaldı, (halk edebiyatından seçmeler, S. Eyüboğlu ile)
- Ağacın Çürüğü: Yazılar-Konuşmalar, (der. Alpay Kabacalı) Istambul.: Milliyet, 1980
- Yayımlanmamış 10 Ağıt, Istambul.: Anadolu Sanat, 1985
- Sarı Defterdekiler: Folklor Derlemeleri, (haz. Alpay Kabacalı) Istambul.: Yapı Kredi, 1997
- Ustadır Arı, Istambul.: Can, 1995
- Zulmün Artsın, Istambul.: Can, 1995